# 野坂オートマタ美術館
野坂オートマタ美術館（のさかオートマタびじゅつかん。Nosaka Automata Museum）は静岡県伊東市にあるオートマタ専門の美術館である。

## 概要
2000年開館。
18世紀から20世紀にかけてのオートマタが60体以上展示されているほか、オートマタの修復で著名なミッシェル・ベルトランの工房を再現して展示を行っている。また実際にオートマタがどういう動きをするか説明つきでの実演が行われている。

## 主な展示作品
展示については展示物のコンディションや修理の都合で、入れ替わる場合がある。
- 「梯子乗り」ギュスターブ・ヴィシー（1900年）
- 「滝のある鳥かご」ジャケ・ドロー（1780～1790年）
- 「手紙を書くピエロ」レオポール・ランベール（1900年）
- 「魅惑のへび使い」エルネスト・ドゥカン（1890年）
- 「ライムライト」ミッシェル・ベルトラン（1968年）
- 「ジェシカおばさんのティータイム」JAF社（1900年）

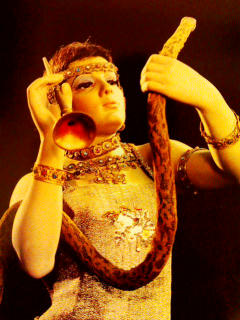
「魅惑のヘビ使い」（エルネスト・ドゥカン作、1890年）
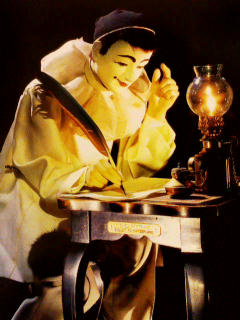
「手紙を書くピエロ」（レオポール・ランベール作、1900年）
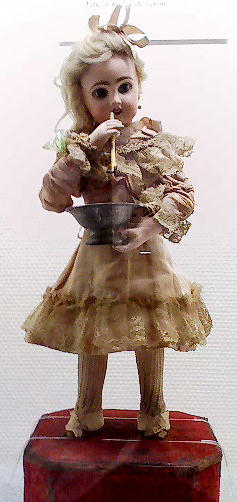
「シャボン玉を吹く少女」（エルネスト・ドゥカン作、1910年）

## 施設概要
- 休館日 - 毎週木曜日（八月及び祝日などは除く）
- 開館時間 - 9時30分から17時00分（入館は16時まで）
- 実演時間 -  11時、13時30分（土日祝のみ）、14時30分、16時。
- 所在地 - 〒413-0232 静岡県伊東市八幡野字株尻1283番75
- 入館料 - 大人1000円、中高生600円、小学生以下は無料

## 交通アクセス
- 伊豆急行 伊豆高原駅から徒歩15から20分桜並木通り